# تاجا بروالا
تاجا بروالا (به انگلیسی: Taja Berwala) یک روستا در پاکستان است که در پنجاب واقع شده‌است.